# Міхіль Коксі

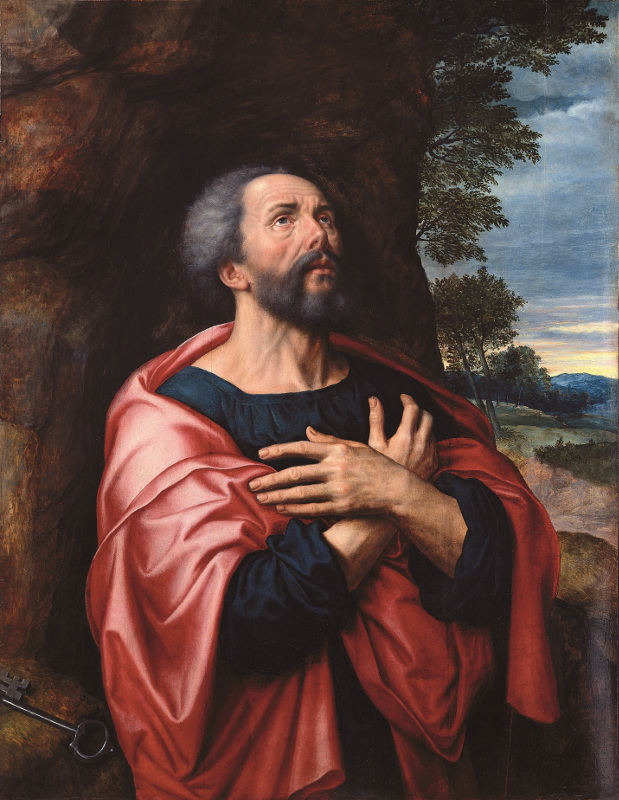
Міхіль Коксі. Святий Петро

Міхіль Коксі (Michiel Coxcie; 5 березня 1499 року, Мехелен — 10 березня 1592 року Мехелен) —  фламандський художник епохи пізнього Відродження

## Біографія
Міхіль Коксі народився 5 березня 1499 року в Мехелені в герцогстві Брабант. Він одружився з Ідою ван Хассельт, подружжя мало дітей, серед яких художник Рафаель Коксі (1540—1616). Багато нащадків Коксі відігравали важливу роль у місцевій історії Мехелену.
Міхіль Коксі був учнем художника  Бернарда ван Орлея, який порекомендував йому продовжити навчання в Італії. Міхіль Коксі з 1530 по 1539 рік жив і працював у Римі. Повернувшись на батьківщину, він в 1539 році став членом професійного об'єднання художників — гільдії святого Луки. До 1542 року він переїхав до Брюсселя, а з 1546 року був придворним художником королеви Угорщини і Чехії Марії Угорської. М.Коксі був плідним художником. Він писав портрети і фрески, твори біблійної і історичної тематики, створював на дошках картини для церков (наприклад, для мехеленського Собору Святого Румольда і брюссельського  Собору Святих Михайла і Гудули). Відомий як талановитий копіїст картин пензля Рогіра ван дер Вейдена і Яна ван Ейка.

## Кар'єра
Міхель Коксі навчався в перші роки свого життя в Римі (1532 р.). Там він розписав каплицю кардинала Енкенвоірт у церкві Санта-Марія-дель-Аніма; а Джорджо Вазарі, який його знав, свідчить, що Міхіль Коксі здобув манеру італійця. Але головним заняттям Коксі було граверство. Він належав до внутрішнього кола Мікеланджело і не тільки вивчив стиль майстра ренесансу, він також вивчав філософію та мистецтвознавчу теорію античності та римського ренесансу.
Повернувшись до Нідерландів, Коксі розширив практику в цій галузі мистецтва. Але його твори довго були приховані під переплетеною монограмою M.C.O.K.X.I.N. У 1539 році Коксі повернувся в Мехелен, де намалював крила вівтарної частини для каплиці гільдії Святого Луки. Центр цього вівтарного твору Яна Мабузе являє собою святого Луку Євангеліста, покровителя художників, що зображує Богородицю; Бічні частини містять мучеництво святого Віта та видіння святого Іоанна Євангеліста.
Після смерті Бернарда ван Орлея в 1541 році Коксі перейшов на посаду придворного художника до регента Марії Австрійської, для якого він прикрасив замок Бінче. Згодом його покровителем став Карл V, священний римський імператор, який часто поєднував свої твори з титіанськими; Філіппом II з Іспанії, який заплатив йому за копію «Агн Дей» Яна ван Ейка, а також замовив дві копії «Сходу Ван дер Вейдена» з хреста від Коксі; і Фернандо Альварес де Толедо, герцог Альвський, який колись захищав його від образ іспанської військової частини на Мехелені.
Водночас Коксі також розробляв гобелени для брюссельських верстатів. Багато «ягеллонських гобеленів» було продано Сигізмунду II Августу для його замку у Кракові. Коксі, можливо, також спроектував гобелени для Мадридського королівського палацу Філіпа II із зображенням епізодів з життя Кіра II на основі історіїГеродота.
Масштабні роботи Кооксі — (1587—1588) у Соборі Святих Румбольдів у Мехелені, у Брюссельському соборі Св. Михайла та Гудули, а також у музеях Левена, Брюсселя та Антверпена. Його стиль — це унікальний синтез фламандських та італійських художніх традицій. Під впливом Мікеланджело, Да Вінчі та Рафаеля він ніколи не забував своїх фламандських тренувань та переживань. Він був відомий як «Фламандський Рафаель». Міхіль Коксі помер у Мехелені 5 березня 1592 року у віці 92 років після падіння зі сходів.
Після смерті він все ще впливав на живописців першої половини XVII століття, але згодом його забули.

## Галерея

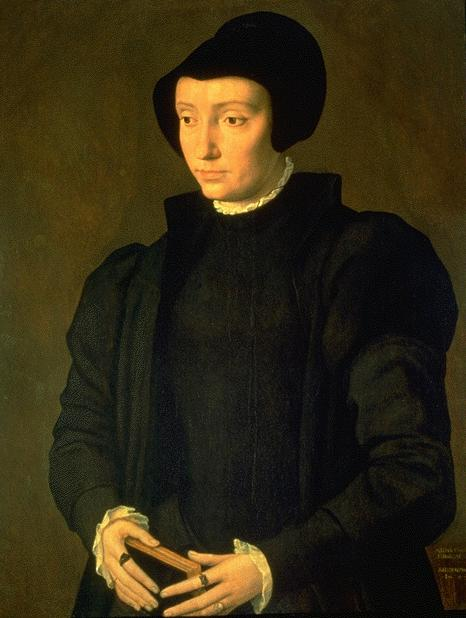
Портрет Христини Данської (1545)
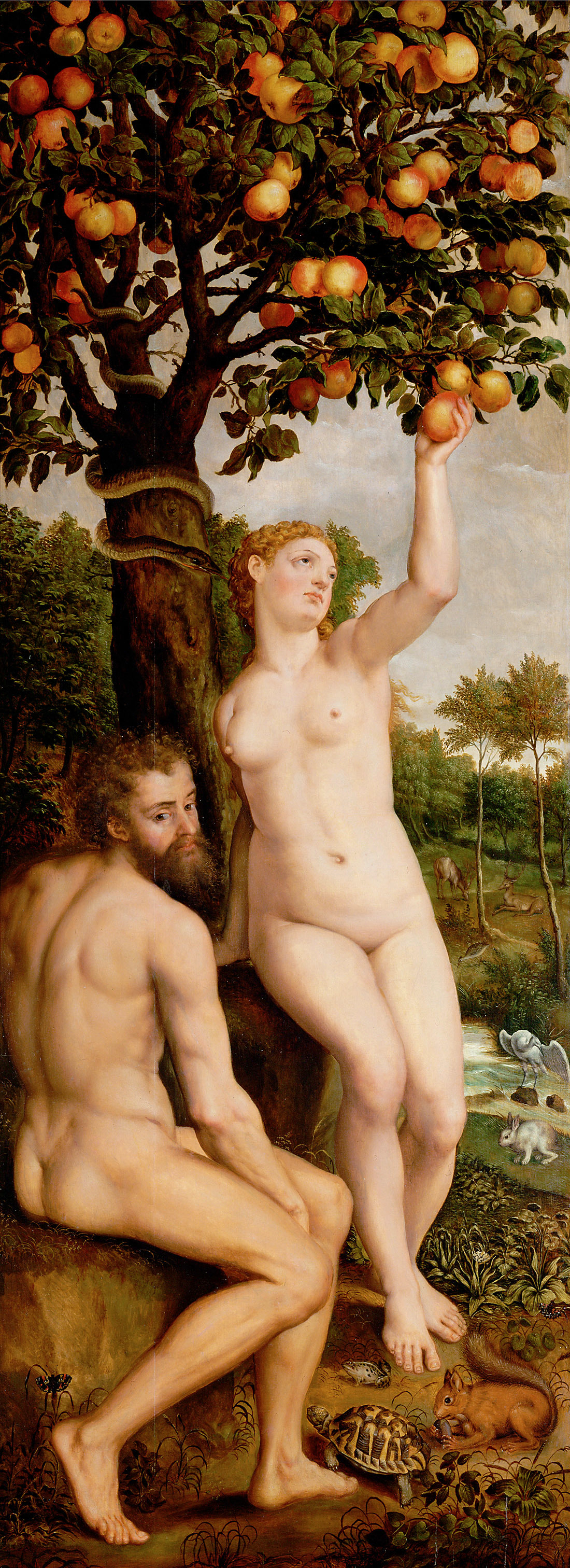
Гріхопадіння
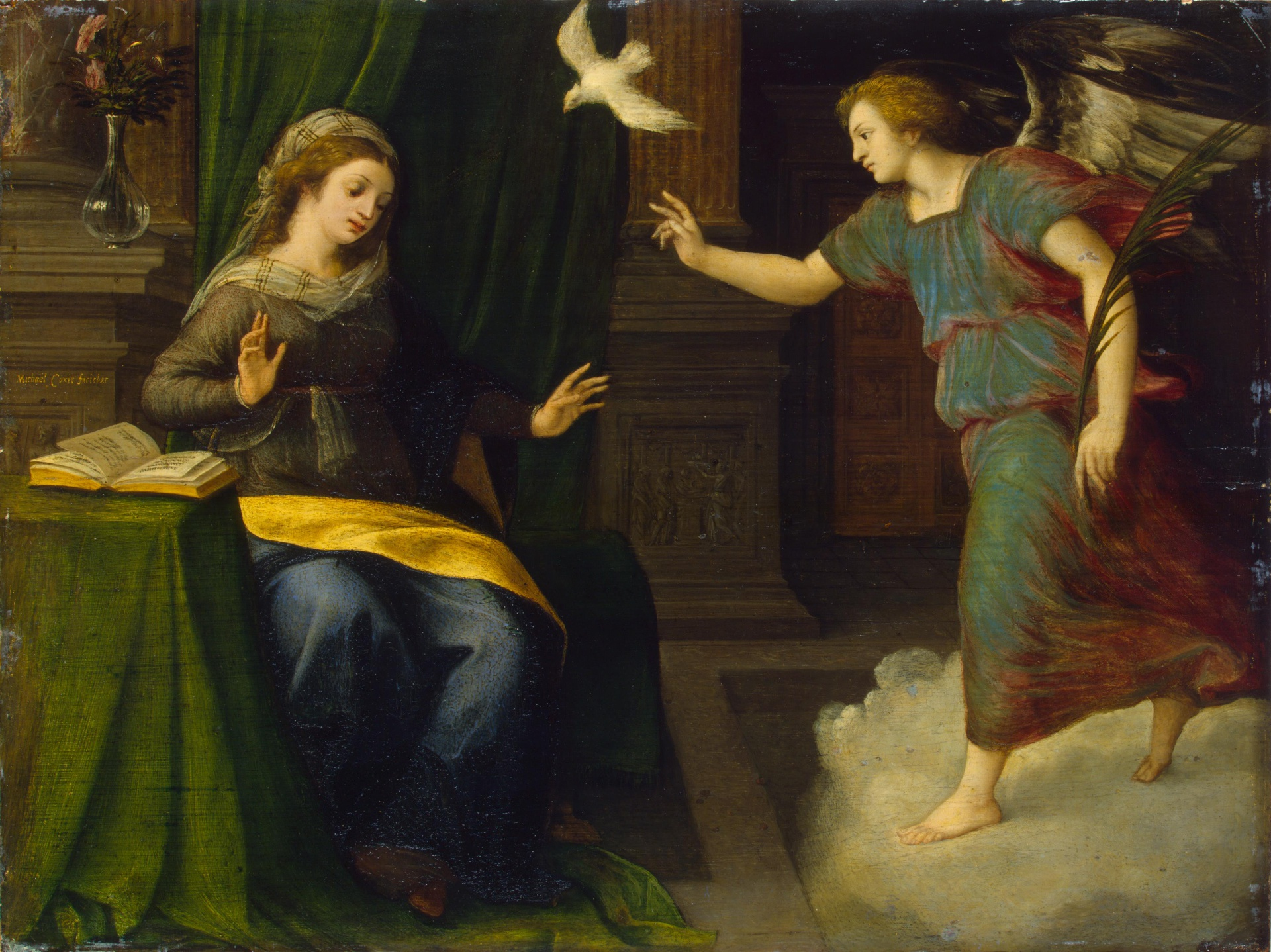
Благовіщення (1580-і роки)
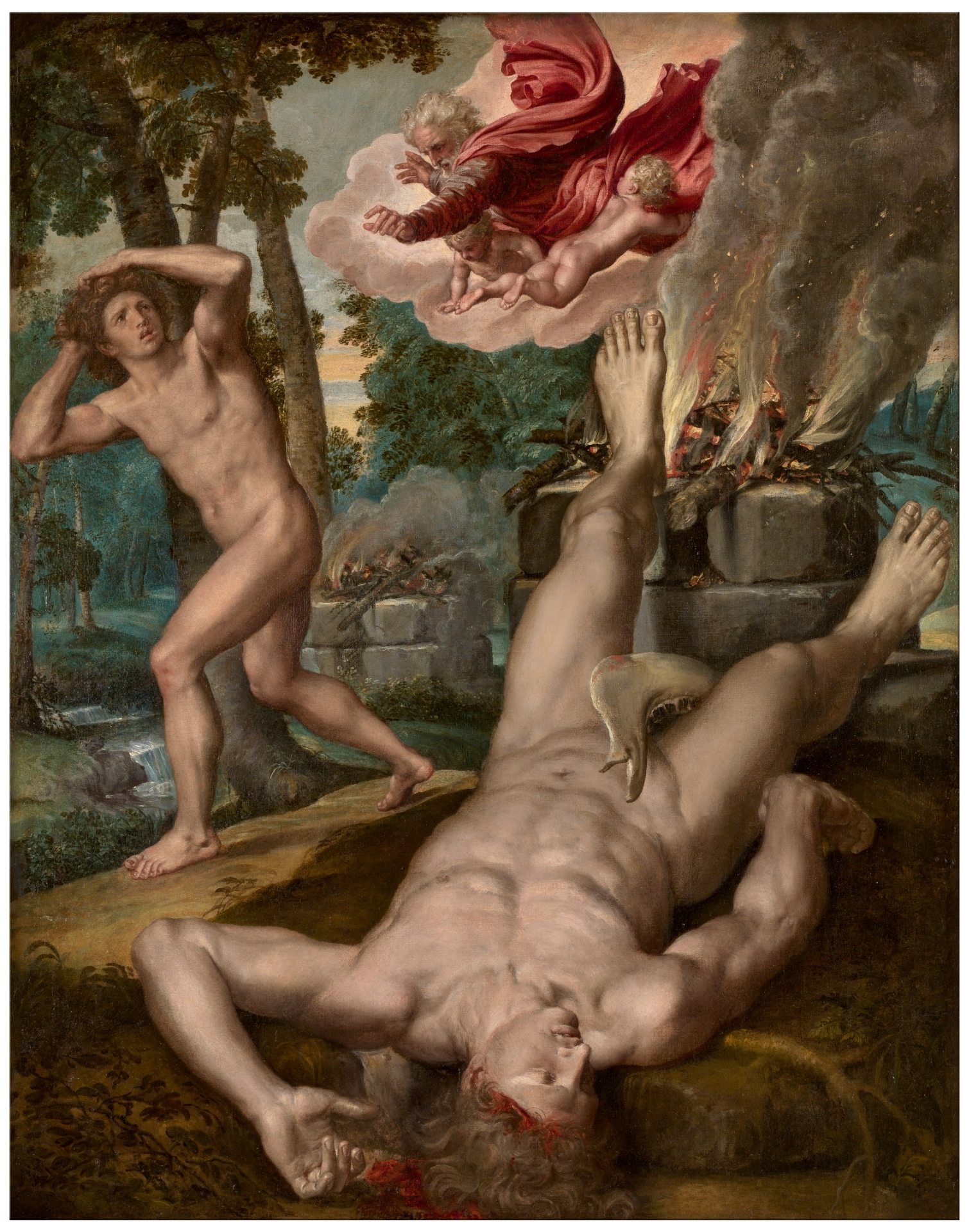
Вбивство Авеля
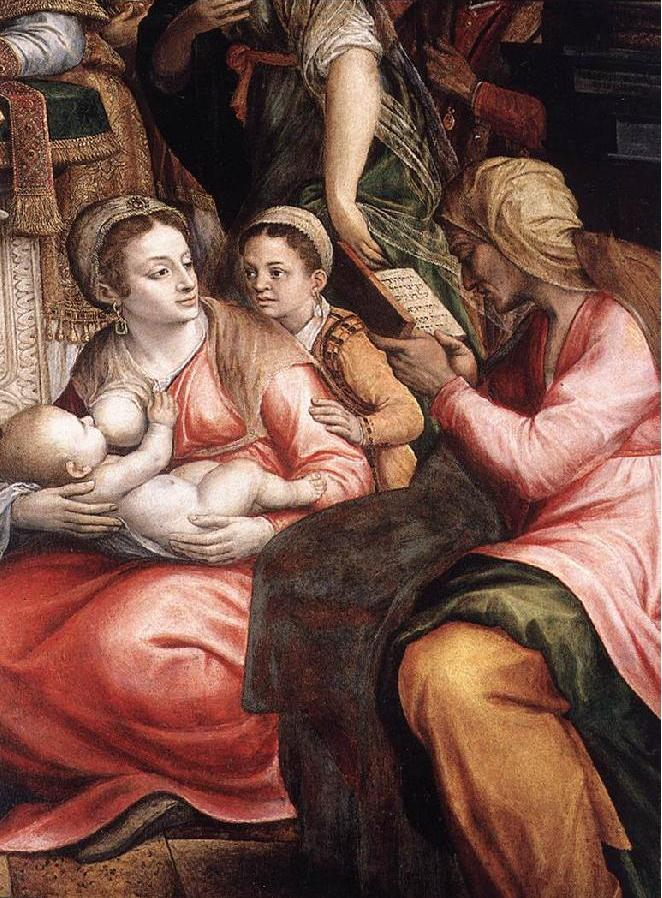
Мирропомазання Христа (1580)
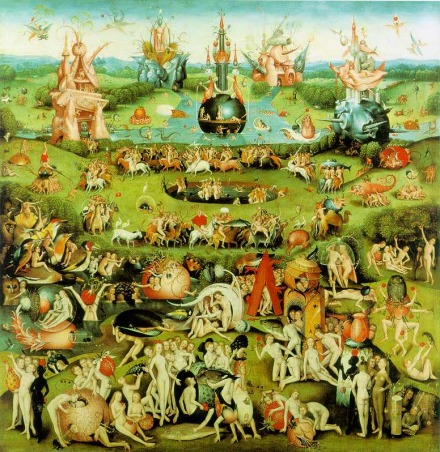
Сад радощів земних (до 1568)
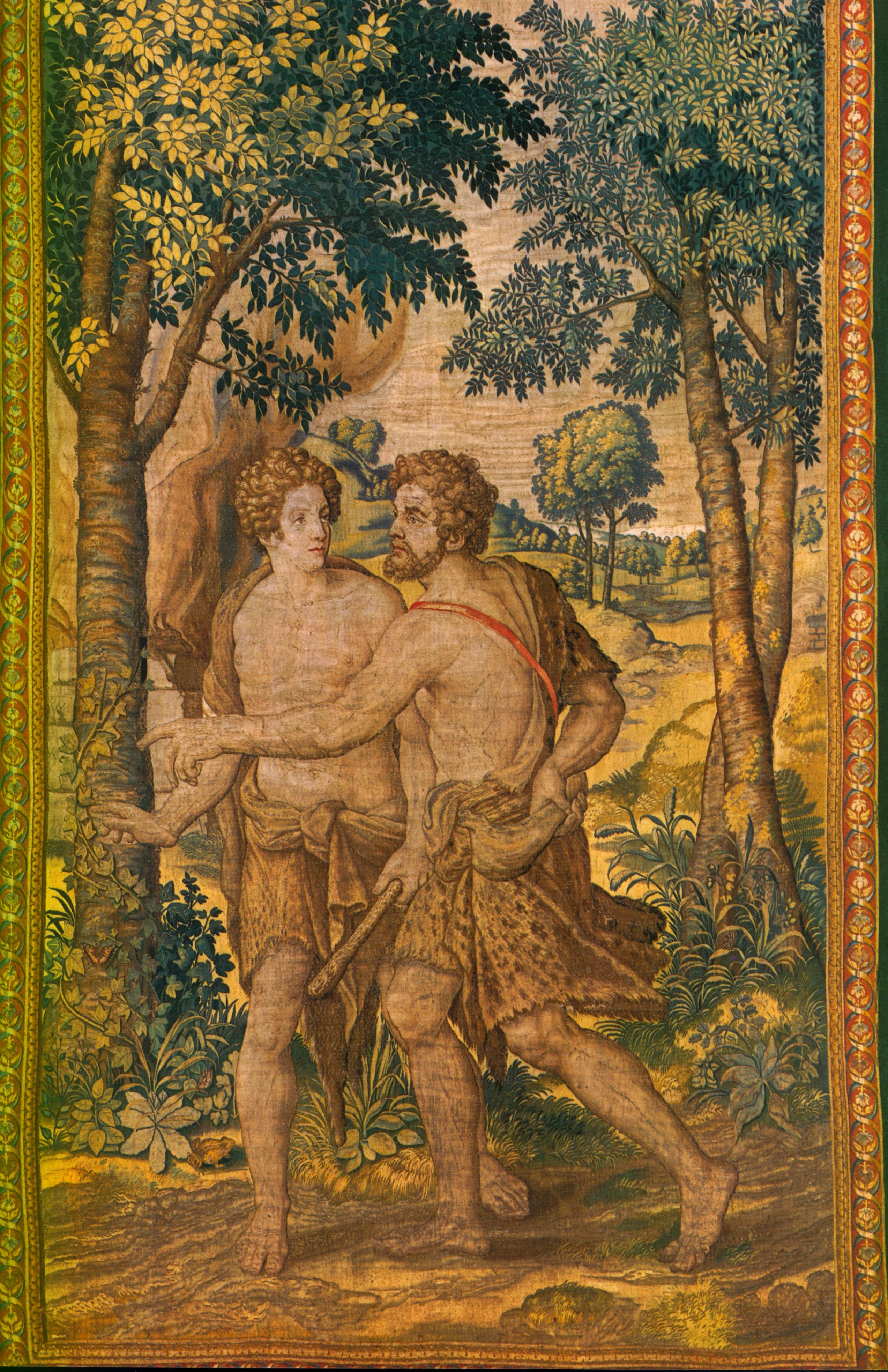
Каїн і Авель (1550)
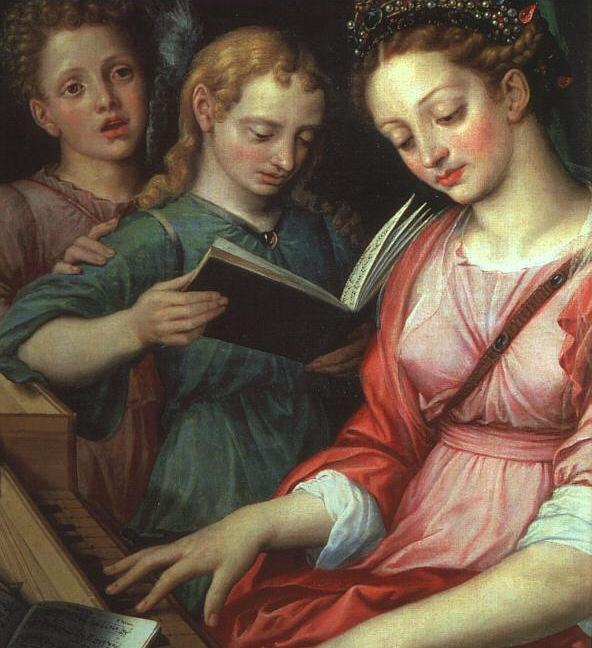
Свята  Цецілія (1569)
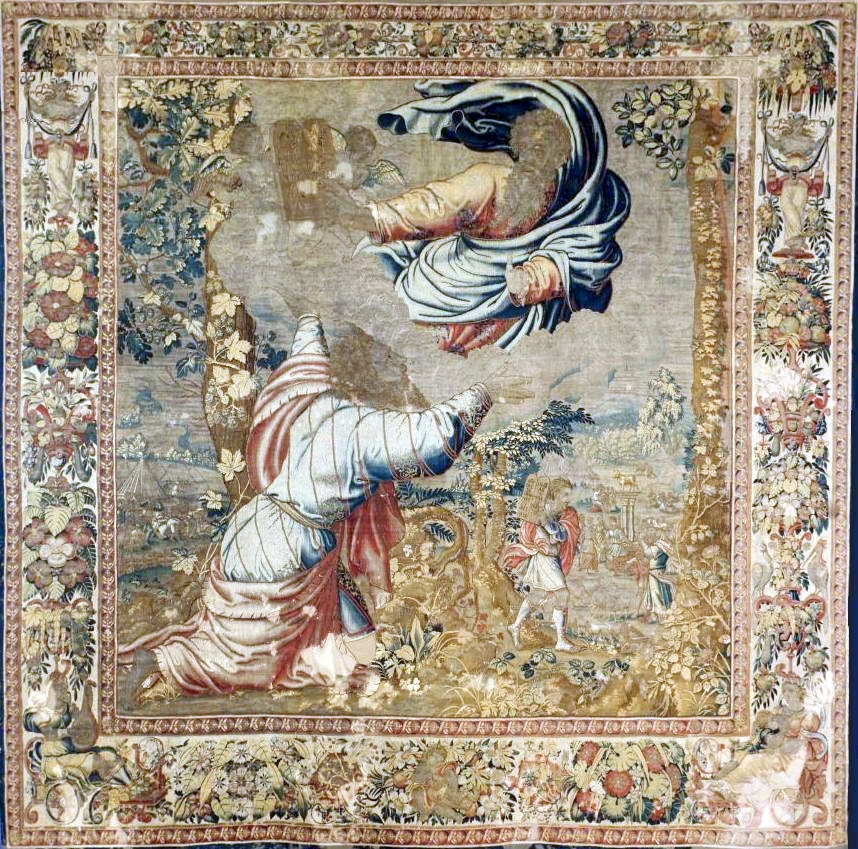
Мойсей, який отримує скрижалі Завіту
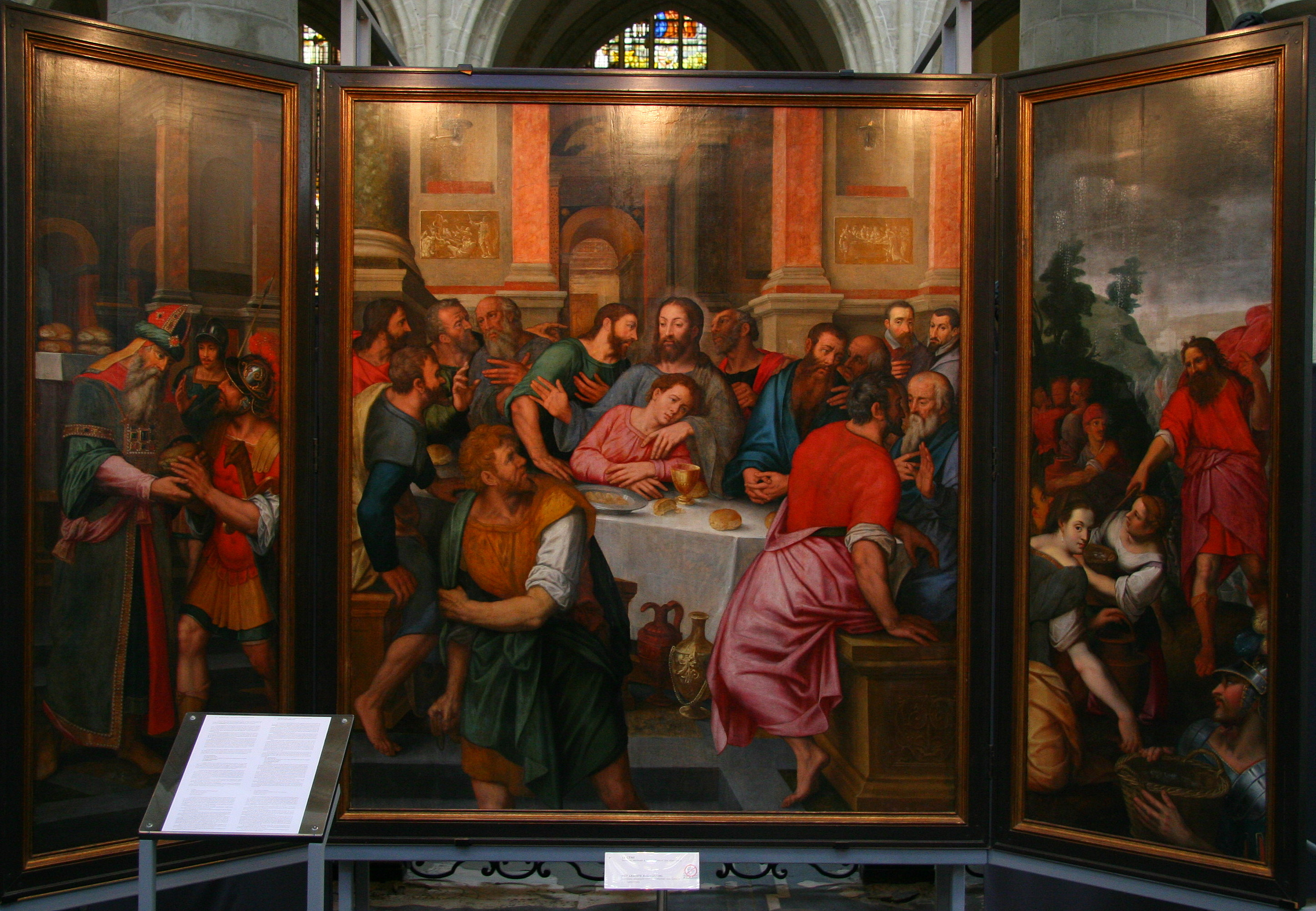
Таємна  вечеря